# Hocheisspitze
Hocheisspitze – szczyt w Alpach Berchtesgadeńskich, części Alp Bawarskich. Leży na granicy między Austrią (Salzburg), a Niemcami (Bawaria). Sąsiaduje z Hochkalter. Szczyt można zdobyć drogą ze schroniska Engerthütte po stronie austriackiej.
Pierwszego wejścia dokonał Hermann von Barth 6 września 1868 r.